# Prionopetalum kraepelini
Prionopetalum kraepelini är en mångfotingart som först beskrevs av Carl Graf Attems 1896.  Prionopetalum kraepelini ingår i släktet Prionopetalum och familjen Odontopygidae. Inga underarter finns listade i Catalogue of Life.